# Пегашкин, Владимир Фёдорович
Владимир Фёдорович Пегашкин (р. 10 июня 1953, пос. Шиханы, Саратовская область) — советский, российский учёный, доктор технических наук, действительный член академии наук экологии и безопасности жизнедеятельности, действительный член Академии инженерных наук, член Международной ассоциации металловедов, член Международного союза инженеров безопасного транспорта, член-корреспондент Академии военных наук.

## Биография
Владимир Федорович Пегашкин родился 10 июня 1953 года. В 1976 году окончил Уральский политехнический институт. После окончания стал работать в Нижнетагильском технологическом институте ассистентом. За время своей работы занимал должности заведующего кафедрой Специального машиностроения, декана факультета Специального машиностроения, заместителя директора по учебной работе. С 2004 года по 2016 год директор Нижнетагильского технологического института. В настоящее время является заведующим кафедрой общего машиностроения.

## Научная деятельность
Соавтор около 260 научных и методических работ, 4 монографий, более 20 изобретений.
Основные научные направления:
- оптимизация процессов обработки металлов резанием,
- обработка с применением УЗО,
- экологически чистые и энергосберегающие технологии.

### Избранные труды
Монографии
- Файншмидт Е. М., Пегашкин В. Ф., Пумпянская Т. А. Спеченные материалы и безотходные процессы в машиностроении. Учебное пособие с грифом УМО. — Н.Тагил, 2004. — 199 с.
- Файншмидт Е. М., Пегашкин В. Ф., Афанасьев Г. И. Конструкционные материалы в машиностроении. Учебное пособие с грифом УМО. — Екатеринбург, 2006. — 205 с.

Статьи
Источники: изд-во «Инновационное машиностроение»
- Пегашкин В. Ф., Файншмидт Е. М. Малоотходный экологически чистый процесс окраски // УралЭкология — техноген — 2000: Международная научно-техническая конференция. — Екатеринбург, 2000.
- Пегашкин В. Ф., Файншмидт Е. М. Экологически чистые технологические процессы термической обработки, Проблемы энергосбережения. Международная научно-техническая конференция. — Екатеринбург, 2000.
- Пегашкин В. Ф., Файншмидт Е. М. Химико-термическая обработка инструмента для горячей штамповки // Материаловедение и термообработка. — 2000. — № 7.
- Пегашкин В. Ф., Файншмидт Е. М. Экологически чистый процесс компрессионной окраски продукции машиностроения // Перспективные информационные технологии и проблемы управления рисками на пороге нового тысячелетия: междунар. экологический симпоз. — СПб., 2000.
- Пегашкин В. Ф., Файншмидт Е. М. Оборудование и технология безвоздушной (компрессионной) окраски продукции // Сб. «Экологические проблемы промышленных регионов»: международный симпозиум «Уралэкология 2000».
- Пегашкин В. Ф. Экологически чистые процессы машиностроения // Экология и жизнь: 3-я междунар. науч-техн. конф. — Пенза, 2000.
- Пегашкин В. Ф., Гаврилова Т. М. Осипенкова Г. А. Метод ультразвукового упрочнения наружной поверхности // Известия ВУЗов. Машиностроение. — 2001. — № 2-3.
- Пегашкин В. Ф., Файншмидт Е. М., Антонова Е. В., Смагин И. А. Малоотходный экологически чистый процесс компрессионной окраски продукции машиностроения // Сб. международной научно-технической конференции ПРОТЭК 2001. — М.: Станкин, 2001.
- Пегашкин В. Ф., Файншмидт Е. М., Смагин И. А. Технологический процесс компрессионной окраски продукции машиностроения // Известия ВУЗов, машиностроение. — 2002. — № 2-3.
- Пегашкин В. Ф., Якушев А. В., Казимиров А. С. Влияние сварочных деформаций на производительность сборки вагонов // Сборка в машиностроении, приборостроении. — 2002. — № 7.
- Пегашкин В. Ф., Файншмидт Е. М. Экологически чистые СОЖ в процессе резания // Урал Экология — 2002: сб. тр. — Екатеринбург, 2002.
- Пегашкин В. Ф., Файншмидт Е. М., Смагин И. А. Применение экологически чистых СОЖ «Экосол-Э» в процессах резания металлов // ПРОТЭК-2002: сб. тр. — М.: Станкин, 2002.
- Пегашкин В. Ф., Файншмидт Е. М. Применение экологически чистых СОЖ в процессах резания металлов // Экологические чтения — Белые ночи 2002: сб. тр. — СПб., 2002.
- Пегашкин В. Ф., Гаврилова Т. М., Мысливец С. В. Свойства режущих инструментов, полученных плазменной наплавкой в ультразвуковом поле порошком ПР-10Р6М5 // Известия ВУЗов. Машиностроение. — 2002. — № 9.
- Пегашкин В. Ф., Осипенкова Г. А., Кукина Н. Ю. Определение условий образования регулярного микрорельефа поверхностного слоя детали при УВКК // Вестник машиностроения. — 2004. — № 1. — ISSN 00424633
- Пегашкин В. Ф., Гаврилова Т. М., Андреева Т. Н. Исследование влияния ультразвука на структуру поверхностного слоя // Вестник УГТУ-УПИ. — 2006. — № 4 (75).
- Пегашкин В. Ф., Осипенкова Г. А. Влияние параметров выглаживания с наложением ультразвуковых крутильных колебаний на шероховатость поверхности // Вестник УГТУ-УПИ. — 2006. — № 4 (75).
- Осипенкова Г. А., Пегашкин В. Ф., Филимонов И. Е. Моделирование свойств поверхностного слоя при ультразвуковом выглаживании // Вестник машиностроения. — 2008. — № 11. — С. 79-81. — ISSN 00424633
- Осипенкова Г. А., Пегашкин В. Ф., Филимонов И. Е. Повышение износостойкости деталей поверхностным пластическим деформированием с помощью ультразвуковых крутильных колебаний // Вестник машиностроения. — 2009. — № 2. — С. 74-75. — ISSN 00424633
- Гаврилова Т. М., Пегашкин В. Ф., Балдин Е. В., Якимов М. А. Установка для проведения трибологических испытаний // Вестник машиностроения. — 2009. — № 3. — С. 42-43. — ISSN 00424633
- Гаврилова Т. М., Пегашкин В. Ф., Якимов М. А., Балдин Е. В. Формирование микропрофиля в процессе обработки поверхностным пластическим деформированием с наложением ультразвуковых крутильных колебаний // Вестник машиностроения. — 2009. — № 10. — С. 33-35. — ISSN 00424633
- Гаврилова Т. М., Пегашкин В. Ф., Балдин Е. В., Якимов М. А. Оценка скорости деформации при ультразвуковом раскатывании // Вестник машиностроения. — 2010. — № 11. — С. 3-6. — ISSN 00424633

## Награды
- Почётный работник высшего профессионального образования Российской Федерации (2005)
- премия Главы города в области образования (2006)
- Грамоты Министерства Машиностроения, Губернатора, Правительства области, Главы города и др.